# 阿尔蒂加
阿尔蒂加（法語：Artigat）是法国阿列日省的一个市镇，属于帕米耶区（Pamiers）勒福萨县（Le Fossat）。该市镇2009年时的人口为564人。

## 人口
阿尔蒂加人口变化图示
| 数据来源：INSEE |